# باکس لیک (کالیفرنیا)
باکس لیک (به انگلیسی: Bucks Lake) یک منطقهٔ مسکونی در ایالات متحده آمریکا است که در شهرستان پلوماس، کالیفرنیا واقع شده‌است. باکس لیک ۲۶٫۸۱ کیلومتر مربع مساحت و ۴٬۲۸۲ نفر جمعیت دارد و ۱٬۵۷۳ متر بالاتر از سطح دریا واقع شده‌است.